# Marko Tuomela
Marko Tuomela (ur. 3 marca 1972 w Järfälli) – fiński piłkarz występujący na pozycji obrońcy.

## Kariera klubowa
Tuomela karierę rozpoczynał w sezonie 1992 w drugoligowym zespole Kumu. W 1993 roku przeszedł do pierwszoligowego FC Kuusysi. Występował tam przez dwa sezony, a potem odszedł do innego pierwszoligowca, TPV Tampere. W sezonie 1995 spadł z nim do drugiej ligi.
W 1997 roku został graczem pierwszoligowego FF Jaro, gdzie spędził przez jeden sezon. Następnie grał w norweskim Tromsø IL oraz angielskim Swindon Town (Division Two).
W 2001 roku Tuomela przeszedł do szwedzkiego GIF Sundsvall. W Allsvenskan zadebiutował 7 kwietnia 2001 w przegranym 0:1 meczu z Hammarby IF. W GIF Sundsvall spędził sezony 2001 oraz 2002. W sezonie 2003 występował w chińskim Liaoning Zhongshun, a w 2004 roku zakończył karierę jako gracz szwedzkiego czwartoligowca, IFK Sundsvall.

## Kariera reprezentacyjna
W reprezentacji Finlandii Tuomela zadebiutował 31 maja 1995 w przegranym 0:1 towarzyskim meczu z Danią. 23 lutego 2000 w wygranym 4:2 towarzyskim pojedynku z Estonią strzelił swojego jedynego gola w kadrze. W latach 1995–2003 w drużynie narodowej rozegrał 24 spotkania.